# Bodor Anikó (képzőművész)
Bodor Anikó (Marosvásárhely, 1953. március 2. –) képzőművész, grafikus.

## Tanulmányok
A  marosvásárhelyi Képzőművészeti Gimnáziumban folytatott tanulmányok után a kolozsvári Ion Andreescu Képző- és Iparművészeti Egyetemen végzett grafika szakon.
1982-ben Magyarországra települt.
1988-ig tagja volt a Fiatal Képző- és Iparművészek Stúdiójának és a Művészeti Alapnak.
Tagja a Magyar Alkotóművészek Országos Egyesületének (MAOE), a Magyar Grafikusművészek Szövetségének (MGSZ), a MAMÜ Képzőművészeti Csoportnak, a Folyamat Társaságnak és a Magyar Elektrográfiai Társaságnak (MET).
Budapesten él és alkot.

## Egyéni kiállítások
- 2025 Crossing the borders / Zema Galéria / Barcelona
- 2023  Időszilánkok /FUGA Galéria / Budapest / megnyitja Závada Pál
- 2019:	Image. Layer. Analysis. / MÉSZ Galéria / Budapest / megnyitja: Uhl Gabriella kurátor
- 2016: 20+1 / FUGA Trezor terem  / Budapest / megnyitja: Kürti Emese művészettörténész
- 2014: Tüntart / FUGA Galéria / Budapest / megnyitja: Parti Nagy Lajos író
- 2010: Téglatörténetek /  Nyitott Műhely / Budapest / (Képmegnyitás: 8 kortárs magyar író a kiállított munkákhoz írt történeteivel: 	Márton László, Dragomán György, Szabó T.Anna, Vörös István, Jánossy 	Lajos, 	Kiss Noémi, Solymosi Bálint, Garaczy László, Szijj Ferenc)
- 2009: Pegazusok / Latitudes Francia könyvesbolt / Budapest
- 2008: Falak / Kiscelli Múzeum  / Oratórium / Budapest / megnyitja:  Forgách 	András író
- 2007: Galéria IX / Budapest / megnyitja B.Nagy Anikó művészettörténész
- 2006: Alexandra Könyvesház /Panoráma Terem / Budapest / kurátor: Pinczehelyi Sándor képzőművész
- 2005: Erlin Galéria / Budapest / megnyitja: Csáky Judit színikritikus
- 2003: Galéria IX / Budapest / megnyitja: Szüts Miklós festőművész
- 2002: Plein Art Kortárs Művészetek Fesztiválja / Ráday utca / Budapest / megnyitja: Lóska Lajos művészettörténész
- 2000: Helikon Könyvesház / Budapest / megnyitja: Parti Nagy Lajos író
- 1998: Merlin Színház Galéria / Budapest / megnyitja Balla Zsófia költő, a zongoránál Selmeczi György
- Vigadó Galéria / Budapest / megnyitja: Kováts Albert festőművész
- 1996: Magyar Ház / Tangagarde / Svédország

- 1995: Erlin Galéria / Budapest / kiállítás Bakos Ildikóval
- 1994: Galerie Optik / Baden / Ausztria
- 1990: Galerie Kaminsky / Kitzbühel / Ausztria
- 1989: Erzsébetvárosi Galéria / Budapest
- 1988: Stúdió Galéria / Budapest / megnyitja: Csiki László író
- 1983: FMK  „Fehér terem” / Budapest / kurátor: Orosz Péter szobrászművész
- 1982: Rajk László Kollégium / Budapest / megnyitja: Váncsa István újságíró

## Csoportos kiállítások
2025
- MET Téli tárlat Szín-fónia / MKISZ Galéria / Budapest
- Nagy Pál és tanítványai / Műcsarnok / Budapest
- Random 7. Mélypont / MAMÜ Galéria / Budapest
- MET Neumann 120 / Kortárs Galéria / Tatabánya
- MAMÜ Matrix / EMÜK / Sepsiszentgyörgy / RO

2024
- MAMÜ Galéria / Lázgörbe - Random 6. / Budapest
- FUGA / Neumann 120 / Budapest
- Műcsarnok / Gyermely 30 / Budapest
- MET Külső.belső tájak / Lipták Villa / Budapest
- IX.Neumann 120  MET / Rippl Galéria / Kaposvár
- Akvarell Triennálé / Eger
- XXXV. Expanzió / Madách Imre m.k. / Vác

2023 
- MET Hölgyválasz (Nőnap ) kiállítás/ Magyar Műhely Galéria / Budapest
- XLII.Nyári Tárlat / Reök Palota / Szeged
- MET Külső-belső tájak / Hegyvidék Galéria / Budapest
- Miskolci Grafikai Triennálé / Miskolc

2022   
- MET 20 éves / Jubileumi kiállítás / FUGA / Budapest
- „Antropocén” MET Galéria / Budapest
- MET Poétikus absztrakció / Próféta Galéria / Budapest
- V. Országos Rajztriennálé / Salgótarján
- FOLYAMAT 30 / FUGA Galéria / Budapest

2021  
- Műhely képek 2020 / Art 9 Galéria / Budapes
- Random - Happy End / MAMÜ Galéria / Budapest
- Digit Klasszik V. Grafikai Közkincsek / Vízivárosi Galéria / Budapest
- III. Nemzetközi Digitális Triennálé - Digitális Agóra 2021 / Szekszárd
- ART MARKET 2021: MET Stand
- MAMÜ Stand
- Folyamat 30 / Hegyvidék Galéria / Budapest

2020
- MET / Szüreti szelekció  / Budapest

- MAMÜ Galéria / ON-OF / Budapest
- MAMÜ Galéria / Random Szúrópróba / Budapest
- Vízivárosi Galéria / Fázisok és Nyomatok / Digit Klasszik / Budapest
- Műcsarnok / Képzőművészeti Nemzeti Szalon / Szabadjáték-szobák / Budapest
- ART MARKET 2020 / MET Stand / MAMÜ Stand
- MET Mozaik 1 online / FUGA /  Budapest
- MET Téli Tárlat / Mozaik 2 / Virtuális 3D  / Eötvös 10 / Budapest

2019
- NŐ 2019 Újpest Galéria / Budapest
- DIGIT KLASSZIK III. / FOTOGRAFIKAI ÁTÍRÁSOK /Vízivárosi Galéria / Budapest
- RÉGI-ÚJ GRAFIKÁK (Válogatás a Magyar Grafikáért Alapítvány 	gyűjteményéből) Kortárs Galéria / Tatabánya
- MGSZ KIÁLLÍTÁS / Grafikai üzenetek / Tendenciák napjaink 	képzőművészetében / Marczibányi téri Művelődési Központ / Budapest
- IV. ORSZÁGOS RAJZTRIENNÁLÉ / Salgótarján
- Upmost Layer III. (Utolsó  Réteg III.) MAMÜ kiállítás Udvarház Galéria / Veresegyház
- ART MARKET  2019 MET STAND / Budapest
- TÉLI TÁRLAT/ Holdprogram (virtuális kiállítás a METGalériában / Budapest
- FUGA 10 Aukció Maraton 2019 képzőművészet / Budapest

2018
- Szárhegyi Művésztelep kiállítása / Bartók 1 Galéria / Budapest
- Digit Klasszik 2018 / Vízivárosi Galéria / Budapest
- Folyamat és gyermekei / Művészetek Háza / Szekszárd
- Szitanyomatok / Újpest Galéria / Budapest
- Digitális Agóra / II. Nemzetközi Digitális Művészeti Triennálé / Szekszárd
- ART MARKET 2018 Budapest / MAMÜ standján és a MET standján / 	Budapest
- Pszeudo Random III. / MAMÜ Galéria / Budapest
- FENY-TÉR Elektrográfia / MET Galéria / Budapest
- Digitális Agóra II. Metamorfózis/Próféta Galéria / Budapest

2017
- MATRICÁK / B32 Galéria / Budapest
- MISKOLCI GRAFIKAI TRIENNÁLÉ / Miskolc
- DIGIT/KLASSZIK 2017 / Vízivárosi Galéria / Budapest
- UTOLSÓ RÉTEG II. Ronda Művek /MAMÜ/ Udvarház Galéria 	Veresegyház
- REFORMÁCIÓ 500 / Kölcsey Központ / Debrecen

2016
- RANDOM / MAMÜ Galéria / Budapest
- FOLYAMAT 25 / Széphárom Galéria / Budapest
- III.RAJZ TRIENNÁLÉ / Salgótarján

2015
- SIVATAG / Pannonhalmi Főapátság kiállítóterme / Pannonhalma
- Utolsó réteg MAMÜ / Udvarház Galéria/ Veresegyháza
- Digitális Agóra 2015- I. Nemzetközi Digitális Triennálé / BMKK – Márvány terem / Szekszárd

2014
- Országos Grafikai Triennálé / Miskolc
- Várkert Bazár / NKA Művészeti alkotások kiállítása / Budapest

2013
- Grafikai Műhely 2012 / Nádor Galéria / Budapest
- Időfüggések kiállítás a MAMÜ-vel  Laczkó Dezső Múzeum / Veszprém
- Grafikai Körkép  GMSZ / Agóra Galéria / Szombathely

2012
- Év végi rekvizitumok MAMŰ Galéria / Budapest
- FUGA Galéria /Folyamat Jubileumi Kiállítás (20+1év, 40+2 kiállítás) / Budapest

2011
- Tabula rasa / MAMÜ kiállítás / Budapest

2010
- MODEM: „Panno 2010” / Debrecen
- I.Salgótarjáni Rajz Triennálé / Salgótarján
- Mintaív /  Margitszigeti Víztorony Kilátó Galéria / Budapest

2009
- Vízió / Nádor Galéria / Budapest

2008
- XXIV. Országos Grafikai Biennálé / Miskolc
- Minirajz„400 cm”/ Salgótarján

2007
- Simsai Ildikó emlékkiállítás a Folyamat Társasággal / Cifra Palota / Kecskemét
- Matricák 2007 / MM Galéria, Duna Galéria, FISE Galéria / Budapest
- (Kisméretű Elektrográfiák Nemzetközi Kiállítása)

2006
- Az Út  – 56-os kiállítás / MŰCSARNOK/ Budapest
- Papírművészek kiállítása / Nádor Galéria / Budapest
- XIII. Országos Rajzbiennálé / Salgótarján

2005
- Folyamat Társaság kiállítása / Szombathelyi Képtár / Szombathely
- Folyamat Társaság kiállítása / Hegyvidéki Kortárs Galéria / Budapest
- Matricák 2005 / Elektrográfiai kiállítás / Pelikán Galéria / Székesfehérvár (válogatás  a biennálé anyagából)
- MAMÜ Tartós / Trinitárius templom / Eger
- VÍZ / Folyamat Társaság és a Vízfestők Társaságának kiállítása / Miskolci Galéria / Miskolc

2004
- Matricák 2004 / Vasarely Múzeum / Budapest
- (Kisméretű Elektrográfiák Nemzetközi Kiállítása)
- XII. Országos Rajzbiennálé / Salgótarján
- Magyar Kollázs / Városi Művészeti Múzeum Képtára/ Győr
- Folyamat Társaság kiállítása / Városi Galéria / Mezőtúr
- Miskolci Grafikai Biennálé / Miskolc

2003
- Budapesti Koktél / MAMÜ Galéria / Budapest
- Sugárzott Képek / MAMÜ Galéria / Budapest
- IV. Országos Szinesgrafikai Kiállítás / Szekszárd
- Folyamatos Mediterrán / Pécsi Galéria / (kiállítás a Folyamat Társasággal) Pécs

2002
- Miskolci Grafikai Biennálé / Miskolc
- Matricák 2002 / Újpesti Művészetek Háza / Budapest
- (Kisméretű Elektrográfiák Nemzetközi  Kiállítása)
- XI. Országos Rajzbiennálé / Salgótarján

2001
- Feketén-Fehéren / MŰCSARNOK / (Millenniumi grafikai kiállítás) Budapest
- Katalógus kiállítás / Folyamat Társaság / Kortárs Galéria / Tatabánya
- Erotikus grafika / Godot Galéria / Budapest
- Csak finoman / Művészet Malom / (Kiállítás a MAMÜ Társasággal) Szentendre
- Változatok lemezre / Nádor Galéria / Budapest
- Rosszban-jóban / Kecskeméti Képtár / Kecskemét
- (Kiállítás a MAMÜ Társasággal a Cifra Palotában)

2000
- Folyamat Társaság kiállítása / Művészetek Háza / Sopron
- Folyamat Társaság kiállítása / Művészetek Háza / Szekszárd
- Hal-Víz / Nádor Galéria / Budapest

1999
- Színes Rajz / Nádor Galéria / Budapest
- Tér-Rajz / Nádor Galéria / Budapest
- III. Országos Szinesnyomat Kiállítás / Szekszárd
- X.  Országos Rajzbiennálé / Salgótarján

1998
- Kollázs kiállítás / Vigadó Galéria / Budapest
- Kollázs Kiállítás / Művészetek Háza  / Szekszárd
- Folyamat Társaság kiállítása / Vigadó Galéria / Budapest
- Áthatások / Vár Galéria (Kiállítás a Magyar Vízfestők Társaságával és a Folyamat Társasággal) / Sárvár

1997
- Magyar Szalon’97 / MŰCSARNOK / Budapest
- II. Országos Szinesnyomat Kiállítás / Szekszárd
- Folyamat Társaság kiállítása / Zsinagóga Galéria / Szolnok
- Új-nyomatok / Vigadó Galéria / Budapest
- Országos Hidegtű Kiállítás’97 / Vigadó Galéria / Budapest

1996
- Érték-papír / Vigadó Galéria /(a Papírművészeti Társaság kiállítása) Budapest
- Műhely’95  / Újpest Galéria / (sokszorosított grafikai kiállítás) Budapest
- Különös Nyomatok / Vigadó Galéria / Budapest
- Kisgrafika’96 / Újpest Galéria / Budapest
- Részlet / MAMÜ kiállítás / Margitszigeti Víztorony Galéria / Budapest
- A kenyér / MAMÜ kiállítás / Hatvany Lajos Múzeum / Hatvan
- MAMÜ Éves Kiállítás / Napoleon Ház / Győr

1995
- Folyamat Társaság kiállítása / Pince Galéria / Gyöngyös
- Jel-kép I. Installációs kiállítás / Folyamat Társaság / Erdős Renée Ház / Budapest
- Jel-kép II. Installációs kiállítás / Városi Galéria / Gyöngyös
- Vallomások a vonalról / Vigadó Galéria / Budapest

1994
- Holocaust Kiállítás / Debrecen

1993
- Folyamat Társaság kiállítása / Művészetek Háza / Szekszárd
- Art Expo Budapest (kiállítás a Folyamat Társasággal)
- FolyamatTársaság kiállítása / Csepel Galéria / Budapest
- Könyv-jel-ző / Vízivárosi Galéria /(Installációs kiállítás a Folyamat Társasággal) / Budapest

1992
- Kapolcs-Petendi Művészeti Napok / Kapolcs
- (a Folyamat Társaság kiállítása a Kastélyban)
- Folyamat Társaság kiállítása az Újpest Galériában / Budapest

1991
- MAMÜ kiállítás / Budaörs

1989
- Szentendrei Képtár / MAMÜ kiállítás / Szentendre

1985
- II. Nagykőrösi Grafikai Tárlat / Nagykőrös

1983-88
- Fiatal Képzőművészek Stúdiójának éves kiállításai / Budapest

1983
- Miskolci Grafikai  Biennálé / Miskolc
- Soproni Művésztelep tárlata / Sopron
- Országos Grafikai Színesnyomat Kiállítás / Szekszárd
- Kör-Tűz-Hely’95 / Csontvári Galéria / Budapest
- Műhely’96 / Újlipótvárosi Klubgaléria / Budapest

## Külföldi kiállítások
- 2024
- MET Török-Magyar Kultúra Éve / Kütahaya / Törökország

- Székelyföldi  Grafikai Biennálé / Sepsiszentgyörgy / Románia

2022   MAMÜ: Közös nevező / Rozsnyó / Szlovákia                                                                                                                                                                               2021   MAMŰVÉSZTELEP  Szárhegy 2021 / Megyeháza Galéria Csíkszereda / RO                                                                                                                
MAMÜ / Figuratif Galéria / Kassa /Szlovákia
2020
- Székelyföldi Grafikai Biennálé / Sepsiszentgyörgy / Románia

2019
- MET Kis Magyar Körkép / Digital art / The BOX Gallery / Athén / Görögország
- MAMŰ Társaság és a Magyarpolányi Művésztelep / Figurativ Galéria / Kassa / Szlovákia

2018
- MET kiállítás / Vision Galéria / Gachon Egyetem / SZÖUL / Dél-Korea

2016
- Szárhegy-i Művésztelep Kiállítóterme / Szárhegy / Románia

2015-2016
- MAGYAR KORTÁRS GRAFIKA 2015 / Partium Egyetem Galériája / Nagyvárad / Románia
- Red Poppy Fields-Exhibition 2015-2016
- Ljubljana (Szlovénia)/ Bécs (Ausztria) / Pozsony (Szlovákia) / Slupsk (Lengyelország) / Budapest-Balatonfüred-Kőszeg

2014
- F/43.P. UTAZÁS a Folyamattal, Prágai Magyar Intézet / Prága / Csehország

2011
- Brüsszeli Magyar Kulturális Intézet / 20 év Folyamat – jubileumi kiállítás / Brüsszel / Belgium
- Wroclaw-i Magyar Intézetben Kiállítás / Wroclaw / Lengyelország

2010
- GMSZ grafikai kiállítás / Göteborg-i Magyar Napok / Göteborg / Svédország
- Magyar Intézet / Tallinn / Észtország
- Moszkvai Magyar Intézet / Moszkva / Oroszország

2009
- Folyamattal a Dunaszerdahely-i Magyar Képtárban / Dunaszerdahely / Szlovákia
- Limes Galéria / Komárno / Szlovákia
- Bukaresti Magyar Ház / Bukarest / Románia

2006
- Folyamat Társasággal kiállítások Belgiumban:		 
  - Brüsszel / Európai Parlament / Yehudi Menuhin terem
  - Leuwen-la Neuve / Ottignesi Kultúrcentrum
  - Liege-i templomtér
- SAKKMATT / Gigant Galéria / Bécs / Ausztria

2005
- 100 művész 100 mű  / Rézkarcolók Társasága/ Interart Galéria /Stuttgart / Németország

2004
- Folyamat Társaság kiállítása / Új Delhi-i Magyar Intézet / Új Delhi / India

2002
- Folyamat Társaság kiállítása / Collegium Hungaricum Galéria / Tampere / Finnország
- Folyamat Társaság kiállítása / Régi Városi Könyvtár / Helsinki / Finnország

2001
- Folyamat Társaság kiállítása / ENSZ Palota / Genf / Svájc

1999
- ÉS-kiállítás / Collegium Hungaricum Galéria / Berlin / Németország
- MAMÜ kiállítás / Collegium Hungaricum Galéria / Berlin / Németország

1997
- ARTE FIERA (Papírművészekkel) / Bologna / Olaszország
- MGSZ kiállítás / Mexikói Nemzeti Múzeum Könyvtára/ Mexico City / Mexikó
- Folyamat Társaság kiállítása / Ginsen Rooj Galéria / Geldrope / Hollandia

1996
- Miniatűr Művészet Biennálé / Gornji Milanovac / Jugoszlávia
- MGSZ kiállítás / World Trade Center Galéria / Bécs / Ausztria

1995
- Folyamat Társaság kiállítása / A.R. Galéria / Lyon / Franciaország
- Folyamat Társaság kiállítása / Villeurbanne Galéria / Lyon / Franciaország

1993
- MAMÜ kiállítás / Rauma / Finnország
- EURÓPAI GRAFIKA / Glinde Galéria / Hamburg / Németország

1986
- Studio Galéria / Varsó / Lengyelország
- Galéria Polskiego / Wroclaw / Lengyelország

## Művek közgyűjteményekben
- Szentendrei Képtár / Pest Megyei Múzeumok Igazgatósága / Szentendre
- Kecskeméti Képtár / Cifra Palota  / Kecskemét
- Petőfi Irodalmi Múzeum / Digitális Irodalmi Akadémia Gyűjteménye / Budapest
- Kortárs Magyar Galéria / Dunaszerdahely / Szlovákia
- Szépművészeti Múzeum / Ungvár / Kárpátalja
- Mexikói Nemzeti Múzeum Könyvtára /	Mexico City / Mexico
- Gachon Egyetem / Szöul / Dél Korea
- Dr. Bodóky Gyűjteménye az Egyesített Szent István és Szent László Kórház Onkológiai Centrumában / Budapest

## Művésztelepek
- 1983: Soproni Művésztelep / Fehér László, Drozsnyik István, Kalmár István, Butak András, Dávid Vera
- 1998: Kecskeméti Művésztelep
- 2003: Kecskeméti Művésztelep / MAMÜ Társasággal
- 2007: Kecskeméti Művésztelep / FOLYAMAT Társasággal
- 2008: Kecskeméti Művésztelep
- 2012: Kecskeméti Művésztelep
- 2016: Gyergyószárhegyi Művésztelep / Budapest Galéria pályázata
- 2019: Kecskeméti Művésztelep / FOLYAMAT Társasággal

## Írások
- 1988: Csiki László író
- 1998: Kováts Albert festőművész, Ágoston Vilmos író
- 1999-2001: Kortárs Magyar Művészeti Lexikon / Főszerk.: Fitz Péter / Budapest Enciklopédia kiadó
- 2000: Parti Nagy Lajos író / elhangzott a Helikon Könyvesházban, Parti Nagy Lajos író / Élet és Irodalom hasábjain
- 2001: Tordai Zádor filozófus
- 2003: Szüts Miklós festőművész
- 2005: Csáki Judit színikritikus
- 2006: Forgách András író
- 2007: B. Nagy Anikó művészettörténész
- 2010: Írók: Márton László / Dragomán György / Szabó T. Anna / Vörös István / Jánossy Lajos / Kiss Noémi / Solymosi Bálint / Garaczi László / Szijj Ferenc
- 2014: Parti Nagy Lajos író / Bodor Anikó fotóihoz írt megjegyzései
- 2016: Kürti Emese művészettörténész, írók: Balla Zsófia / Bán Zsófia / Báthori Csaba / Bodor Ádám / Darvasi László / Kovács András Ferenc / Parti Nagy Lajos / Spiró György / Závada Pál
- 2019: Uhl Gabriella kurátor